# Atletica leggera ai XIV Giochi paralimpici estivi - 100 metri piani maschili T12
Ai XIV Giochi paralimpici estivi, che si sono tenuti a Londra nel 2012, la competizione dei 100 metri piani maschili T12 si è svolta il 3 e il 4 settembre presso lo Stadio Olimpico di Londra.

## Record
| Record del mondo   | Elchin Muradov   | 10.66 | Imola, Italia | 10 Giugno 2010    |
| Record paralimpico | Adekunle Adesoji | 10.75 | Pechino, Cina | 22 Settembre 2004 |

## Batterie
Si qualificano per le semifinali il primo classificato di ogni batteria. Viene ripescato il miglior tempo degli esclusi.

### 1ª Batteria
| Posizione | Atleta                               | Nazione    | Tempo          | Note  |
| --------- | ------------------------------------ | ---------- | -------------- | ----- |
| 1         | Fëdor Trikolič                       | Russia     | 10.91          | Q, PB |
| 2         | Maxi Rodríguez                       | Spagna     | 11.12          | q, SB |
| 3         | Yang Yuqing                          | Cina       | 11.16          | RR    |
| 4         | Gabriel Potra Guida: Ricardo Pacheco | Portogallo | 11.65          |       |
|           |                                      |            | Wind: -0.9 m/s |       |

### 2ª Batteria
| Posizione | Atleta                             | Nazione     | Tempo          | Note  |
| --------- | ---------------------------------- | ----------- | -------------- | ----- |
| 1         | Li Yansong                         | Cina        | 10.96          | Q, RR |
| 2         | Thomas Ulbricht                    | Germania    | 11.29          |       |
| 3         | Ahmed Abdul Amir Kadhim            | Iraq        | 11.77          | SB    |
| 4         | Josiah Jamison Guida: Jerome Avery | Stati Uniti | DQ             |       |
|           |                                    |             | Vento -0.3 m/s |       |

### 3ª Batteria
| Posizione | Atleta                    | Nazione    | Tempo          | Note |
| --------- | ------------------------- | ---------- | -------------- | ---- |
| 1         | Mateusz Michalski         | Polonia    | 11.01          | Q    |
| 2         | Jorge B. Gonzalez Sauceda | Messico    | 11.60          | SB   |
| 3         | Rodolfo Alves             | Portogallo | 11.91          |      |
|           |                           |            | Vento +0.8 m/s |      |

## Finale
| Posizione | Atleta            | Nazione | Tempo          | Note |
| --------- | ----------------- | ------- | -------------- | ---- |
| Oro       | Fëdor Trikolič    | Russia  | 10.81          | PB   |
| Argento   | Mateusz Michalski | Polonia | 10.88          |      |
| Bronzo    | Li Yansong        | Cina    | 10.91          | RR   |
| 4         | Maxi Rodríguez    | Spagna  | 11.20          |      |
|           |                   |         | Vento +0.4 m/s |      |

## Progressione record stabiliti
| Record asiatico | Yang Yuqing | 11.16 | Londra, Gran Bretagna (Qualificazioni) | 3 Settembre 2012 |
| Record asiatico | Li Yansong  | 10.96 | Londra, Gran Bretagna (Qualificazioni) | 3 Settembre 2012 |
| Record asiatico | Li Yansong  | 10.91 | Londra, Gran Bretagna (Finale)         | 4 Settembre 2012 |